# Kaká Sant'anna
Renata Maria Sant'anna, mais conhecida como Kaká (Taboão da Serra, 17 de janeiro de 1983) é uma futebolista brasileira que atua como goleira. Atualmente, joga pelo Hapoel Katamon de Israel.[carece de fontes?]

## Carreira

### Início
Jogadora de linha desde a escolinha do Flamengo em Embu das Artes, iniciou sua carreira no Juventus da Mooca, clube pelo qual disputou o Campeonato Brasileiro Sub-19.
Em 2006, realizou testes no Santos como goleira, com o técnico Ricardo Navarro e foi aprovada. Permaneceu como titular no Santos até 2009, quando a goleira Andréia Suntaque assumiu a posição. Por causa de uma lesão na mão, voltou à linha por um período em 2011, durante a 55ª edição dos Jogos Regionais de Santo André, da qual foi campeã e marcou três gols.
Após quase oito temporadas, deixou o Flamengo em agosto de 2022, onde atuou em 122 jogos e foi hexacampeã carioca, bicampeã da Taça Guanabara e campeã brasileira.

## Títulos

##### Santos[3]
- Copas Libertadores da América: 2009 e 2010[5]
- Torneio Mercosul: 2006[6]
- Copa do Brasil: 2008 e 2009[5]
- Liga Nacional: 2007
- Campeonatos Paulistas: 2007, 2010 e 2011[5]
- Liga Paulista: 2009
- Jogos Regionais: 2006, 2007, 2008 e 2011
- Jogos Abertos do Interior: 2010 e 2011

##### São José
- Copas Libertadores da América: 2013[7]

- Copa do Brasil de Futebol Feminino: 2012 e 2013[5]
- Campeonatos Paulistas: 2012 e 2014[5]

##### Flamengo[4]
- Campeonato Brasileiro:  2016[6]
- Campeonato Carioca: 2015, 2016, 2017, 2018, 2019 e 2021[6]

### Campanhas de destaque
- 3ᵒ lugar da Copas Libertadores da América: 2011 (Santos) e 2012 (São José)[8]
- Vice-campeã da Copa do Brasil: 2014 (São José)[8]
- Vice-campeã do Campeonato Paulista: 2009 e 2013[8]

### Prêmios individuais
- Melhor goleira do Campeonato Israelense: 2022–23[9][10]

- Prêmio Craque do Brasileirão: 2020[4][11]
- Goleira menos vazada do Campeonato Paulista de Futebol Feminino: 2007[12]